# Mignon Kleinbek
Mignon Kleinbek (* 1964) ist eine deutsche Schriftstellerin.

## Werk
Als Erstwerke veröffentlichte die gelernte Erzieherin, die in der Gemeinde Ötisheim lebt, 2015 und 2016 im Selfpublishing-Verlag tredition zwei Bücher über ihr Leben mit den Erkrankungen Fibromyalgie und Psoriasisarthritis. 2017 folgte ihr belletristisches Debüt Wintertöchter – Die Gabe im pinguletta Verlag.
Mit zwei Nachfolgewerken entwickelte sich „Wintertöchter“ zur Serie. Im Rahmen des Amazon-Angebots kindle unlimited belegten die Bücher der Reihe zeitweilig die Plätze 1 bis 3 in den Kategorien „Romanhafte Biografien“ sowie „Inspirierende & religiöse Belletristik“.
Ende 2020 teilte ihr Verlag mit, dass die Münchner Produktionsfirma Tempest Film die Filmrechte an der Buchreihe gekauft habe.

## Veröffentlichungen
- Nach oben. tredition, Hamburg 2015, ISBN 978-3-7323-5756-7.
- Bähmulle. tredition, Hamburg 2016, ISBN 978-3-7345-5527-5.
- Wintertöchter – Die Gabe. pinguletta Verlag, Keltern 2017, ISBN 978-3-9817678-5-8.
- Wintertöchter – Die Kinder. pinguletta Verlag, Keltern 2018, ISBN 978-3-9817678-9-6.
- Wintertöchter – Die Frauen. pinguletta Verlag, Keltern 2019, ISBN 978-3-948063-05-4.